# Egyptian
Een egyptian is binnen de klimsport een klimhouding waarbij de klimmer een houding aanneemt die bekend is uit Egyptische hiërogliefen: een been gebogen en naar voren, het andere been gebogen en naar achter – vandaar de naam.
Deze klimhouding wordt meestal aangenomen in schoorsteenachtige plaatsen (of deurposten) waar verder weinig grepen voorhanden zijn: de druk die de klimmer op beide tegengestelde wanden met zijn benen kan plaatsen zorgt voor de ondersteuning van het lichaam.